# Lepturges alvarengai
Lepturges alvarengai är en skalbaggsart som beskrevs av Monné 1976. Lepturges alvarengai ingår i släktet Lepturges och familjen långhorningar. Inga underarter finns listade i Catalogue of Life.